# Pierre-Jules Mêne
Pierre-Jules Mêne, souvent orthographié Pierre Jules Mène, est un sculpteur français né à Paris le 25 mars 1810 où il est mort dans le 10e arrondissement le 20 mai 1879.
Il est considéré comme un des principaux représentants de la sculpture animalière au XIXe siècle. Il était le beau-père du sculpteur Auguste Cain (1821-1894), qui fut son collaborateur.

## Biographie
Pierre-Jules Mêne naît au 84, rue du Faubourg-Saint-Antoine à Paris du mariage de Dominique Mêne, tourneur sur métaux, et de Louise Marguerite Kvella. En 1822, Dominique Mêne, s'étant inscrit à la Réunion des fabricants de bronze, crée au 12, rue du Vertbois un atelier spécialisé dans la fabrication de lustres et de flambeaux. Les premières formations de Pierre-Jules, alors jeune collectionneur d'estampes s'intéressant tout particulièrement aux œuvres d'Horace Vernet, viennent ainsi de son père, puis du sculpteur sur bois René Compaire. Si son premier métier est le modelage de sujets pour les fabriques de porcelaine, il n'en passe cependant pas moins un temps important au jardin des plantes dont il rapporte des croquis et des petites maquettes d'animaux. 

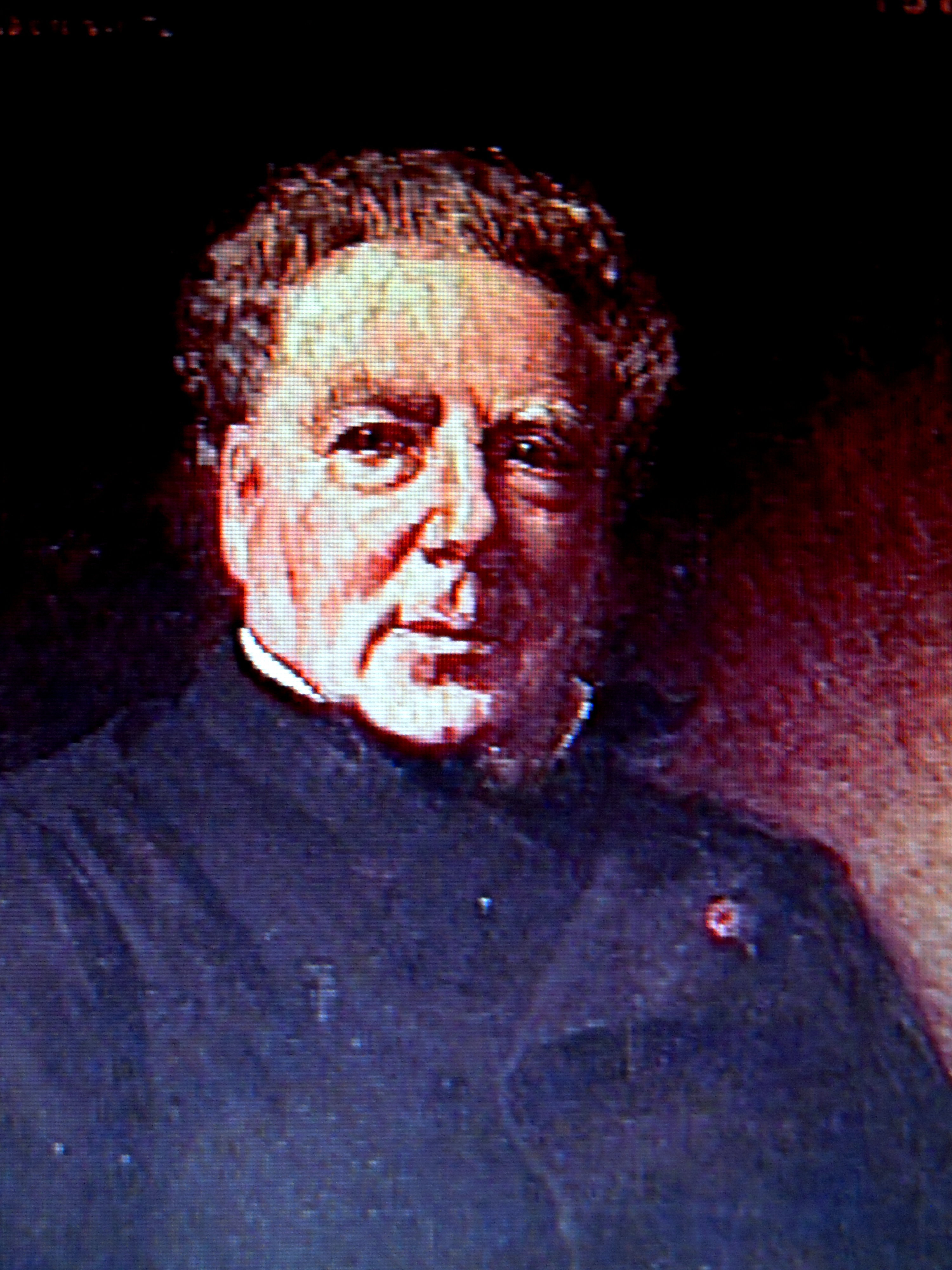
Léon Bonnat, Portrait d'Auguste Cain, Avignon, musée du Petit Palais.

Pierre-Jules Mêne épouse Hortense-Caroline Monnereau en 1832. Il s'installe au 7, rue du Faubourg-du-Temple puis, tout comme le fera Antoine-Louis Barye un an après lui, c'est en 1838 — l'année de sa première participation au Salon de Paris — qu'il crée son propre atelier de fonderie qu'il dirigera personnellement jusqu'en 1877. Celui-ci sera décrit comme un lieu de rencontres d'artistes et d'écrivains, fréquenté entre autres par Alexandre Dumas. Il s'y affaire lui-même à la fonte et à la ciselure pour éditer ses propres œuvres auxquelles s'ajouteront dans un second temps celles de son gendre, Auguste Cain.
Il produit de nombreuses sculptures animalières, particulièrement en vogue sous le Second Empire, comme le furent celles d'Antoine-Louis Barye, Auguste Caïn, Pierre Louis Rouillard. Mêne se spécialise dans les bronzes de petite taille et ne produit pas d'œuvre pour la statuaire publique. Ses sujets animaliers connaissent un très grand succès populaire et font l'objet de très nombreuses éditions. Éditeur exclusif de ses œuvres, la perfection de ses productions est reconnue et il se révèle être, avec Barye, comme celui dont le succès est le plus constant, et ce sur la plus longue période. Mêne apparaît comme étant l'un des meilleurs praticiens de la cire de son temps.
Après la mort de Pierre-Jules Mêne et celle d'Auguste Cain, la fonderie Susse rachète les droits de reproduction de son œuvre et en poursuit l'édition. Celle-ci cependant, du fait de sa prolifération, souffre d'un préjugé dévalorisant par rapport aux autres auteurs, car énormément de faux de cet artiste circulent dans le marché de l'art.
Un portrait-charge en buste de Pierre-Jules Mêne, exécuté en 1850 par le sculpteur Jean-Pierre Dantan, est conservé à Paris au musée Carnavalet.
Pierre-Jules Mêne est inhumé le 22 mai 1879 au cimetière de Montmartre (division 21).

## Expositions
- Salon de Paris de 1838 à 1879[10].
- Salon d'Anvers, août 1846[11].
- Exposition universelle de 1855, Paris[1].
- Exposition universelle de 1862, Londres[1].
- Exposition universelle de 1878, Paris[1].
- Exposition centennale de l'art français, Grand Palais, Paris, 1900[1].
- Portraits d'animaux. Dessins, lavis, peintures, sculptures, galerie d'art et d'antiquités Michel Bertran, Rouen, avril-mai 1994[12].
- À courre, à cor et à cri. Images de la vénerie au XIXe siècle, musée de la Chasse et de la Vénerie, Paris, novembre 1999-avril 2000.
- Chasse à courre, chasse de cour, musée Condé, Chantilly et musée de la Vénerie, Senlis, juin-septembre 2004[13].
- Cent trente sculptures animalières de la collection Pierre Logé, château de Sainte-Suzanne (Mayenne), juin 2015-mars 2016[14].

## Collections publiques

### Belgique
- Louvain, Musée M.

### Biélorussie
- Minsk, musée national des Beaux-Arts de Biélorussie : Hallali du sanglier.

### Espagne
- Valence, musée des Beaux-Arts : Lévrier.

### France

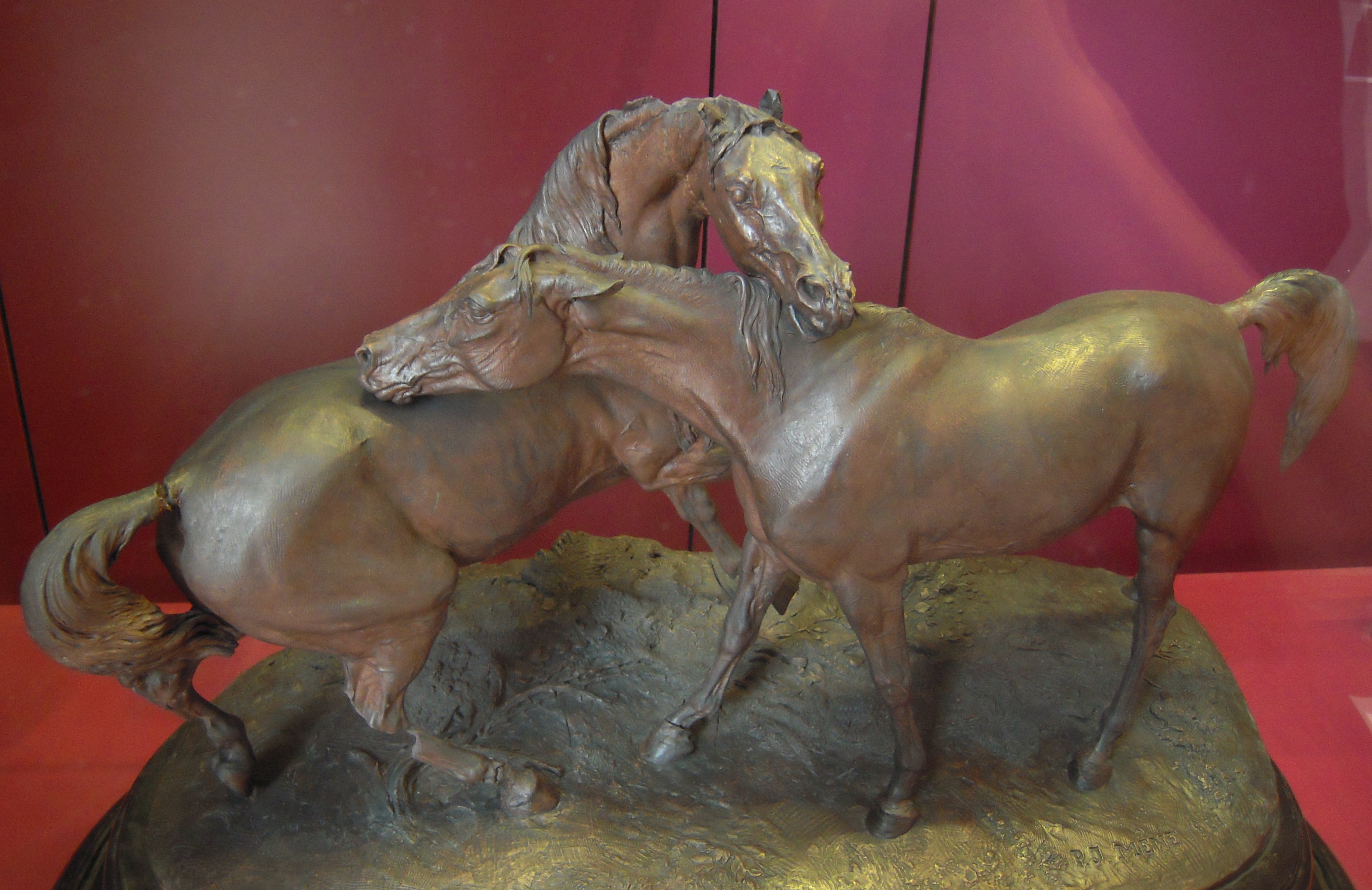
Tachiani et Nedjebé, chevaux arabes, dits aussi L'Accolade (1851), cire, Paris, musée du Louvre.

- Agen, musée des Beaux-Arts : Cheval arabe.
- Arbois, musée Sarret de Grozon[15].
- Béziers, musée des Beaux-Arts : Groupe de chevaux arabes.
- Chantilly, Musée Condé : Hallali du sanglier, bronze, ancienne collection du duc d'Aumale[1],[13].
- Château-Gontier, musée d'Art et d'Archéologie[14].
- Dijon, musée des Beaux-Arts :
  - Djinn, étalon arabe ;
  - Jument et son poulain.
- Fontainebleau, château de Fontainebleau : La Prise du renard, chasse en Écosse, cire[15].
- Guéret,, musée d'Art et d'Archéologie : L'Accolade, bronze[16].
- La Rochelle, musée des Beaux-Arts[10].
- L'Isle-Adam, musée d'Art et d'Histoire Louis-Senlecq[15].
- Marseille, musée des Beaux-Arts[17].
- Montpellier, musée Fabre : Chèvre et chevreau.
- Morlaix, musée des Jacobins : Le Fauconnier arabe.
- Nantes, musée d'Arts : Valet de chasse avec cinq chiens.
- Nîmes, musée des Beaux-Arts[15] :
  - Jument et poulain cabré ;
  - Chien d'arrêt ;
  - Chatte et ses petits ;
  - Brebis et agneau ;
  - Vache et son veau ;
  - Combat de deux cerfs.
- Paris :
  - Grand Palais : Valet de chien à cheval menant sa horde[4].
  - musée des Arts décoratifs : Chèvre broutant.
  - Musée Carnavalet : Trois chiens au terrier.
  - Musée de la Chasse et de la Nature : Valet de chiens à cheval, bronze[18].
  - musée du Louvre :
    - Tachiani et Nedjebé, chevaux arabes, dit aussi L'Accolade, 1851, modèle en cire rouge. C'est une des œuvres les plus connues de Mêne[19] ;
    - Vache flamande et son veau, 1853, groupe en bronze sur socle de bois.

  - musée d'Orsay : Chiens au terrier, 1846, groupe en cire brun-noir[20].
  - Petit Palais : Jument arabe et son poulain.
- Reims, musée des Beaux-Arts : Chien.
- Rouen, musée des Beaux-Arts :
  - Cerf forcé[10] ;
  - Sanglier attaqué par des chiens[2].
- Senlis, musée de la Vénerie : Le valet de limier, bronze[21].
- Toulon, musée d'Art : Fauconnier arabe.

### États-Unis
- Asheville, Domaine Biltmore[22].
- Athens (Georgie), Georgia Museum of Art (en).

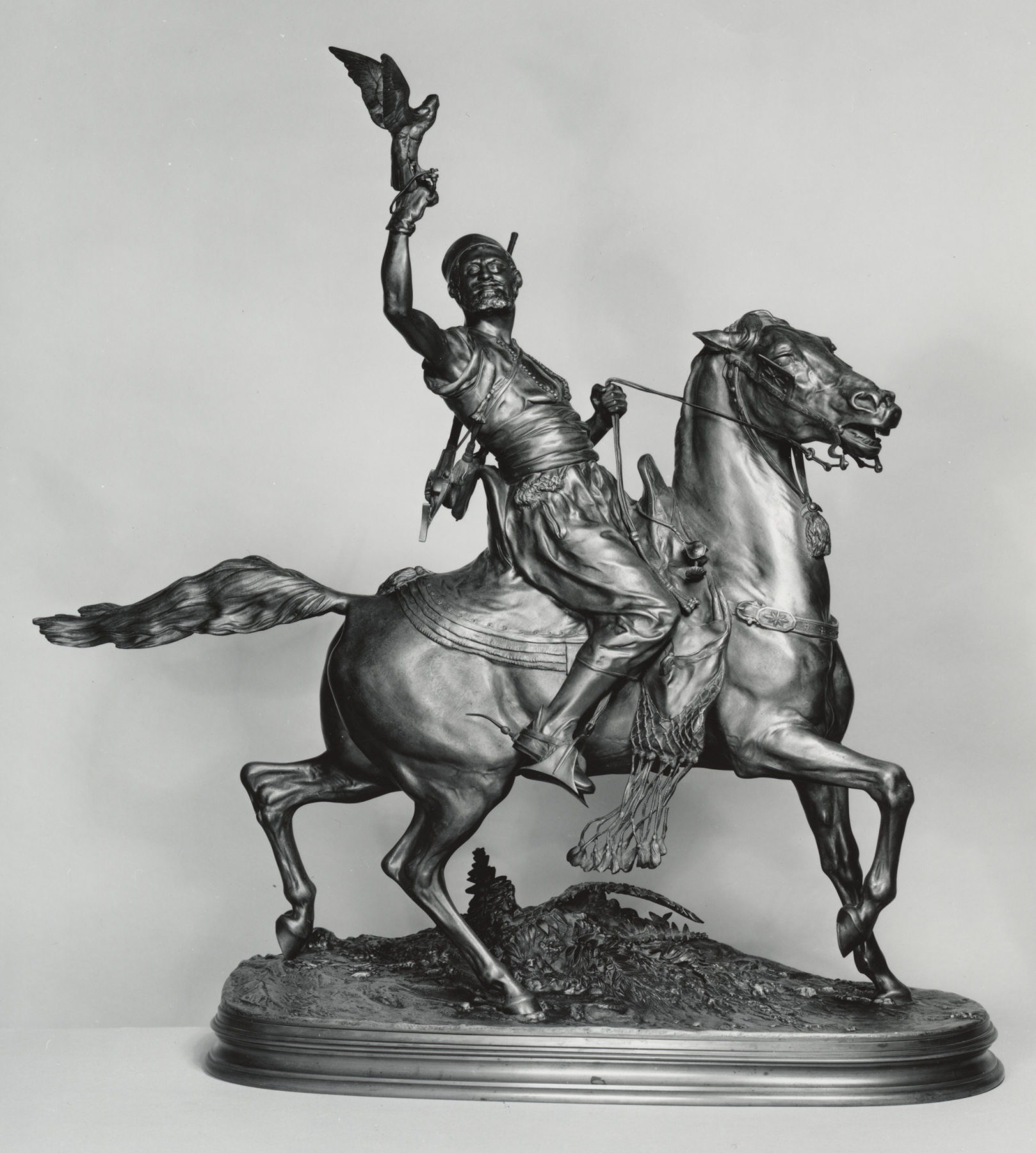
Chasse au faucon, bronze, Baltimore, Walters Art Museum.

- Baltimore, Walters Art Museum : Chasse au faucon[22].
- Boston, musée des Beaux-Arts.
- Cambridge (Massachusetts), Site historique de Longfellow (maison de Henry Wadsworth Longfellow)[23].
- Canton (Ohio), Canton Museum of Art (en).
- Chicago, Art Institute of Chicago.
- Cleveland, Cleveland Museum of Art.
- Fort Worth, musée Amon Carter[22].
- Manchester (New Hampshire), Currier Museum of Art[22].
- Norfolk (Virginie), Chrysler Museum of Art[22].
- Notre Dame (Indiana), Snite Museum of Art (en)[22].
- Philadelphie, Philadelphia Museum of Art[22].
- Phoenix (Arizona), Phoenix Art Museum.
- Princeton (New Jersey), musée d'art de l'université de Princeton[22].
- Richmond (Virginie), Virginia Museum of Fine Arts[22].
- San Antonio, musée d'art McNay[22]
- Shreveport, R.W. Norton Art Gallery[22].
- Stanford (Californie), Iris & B. Gerald Cantor Center for Visual Arts[22].
- Washington :
  - National Gallery of Art ;
  - Hirshhorn Museum and Sculpture Garden.
- Williamstown (Massachusetts), Clark Art Institute[22].
- Yonkers, Hudson River Museum (en)[22].

### Royaume-Uni
- Londres, Courtauld Gallery.

## Distinctions
- Médailles au Salon de Paris : troisième classe en 1955, deuxième classe en 1878, première classe en 1852 et 1861[10].
- Chevalier de la Légion d'honneur le 2 juillet 1861[10].

Œuvres de Pierre-Jules Mêne
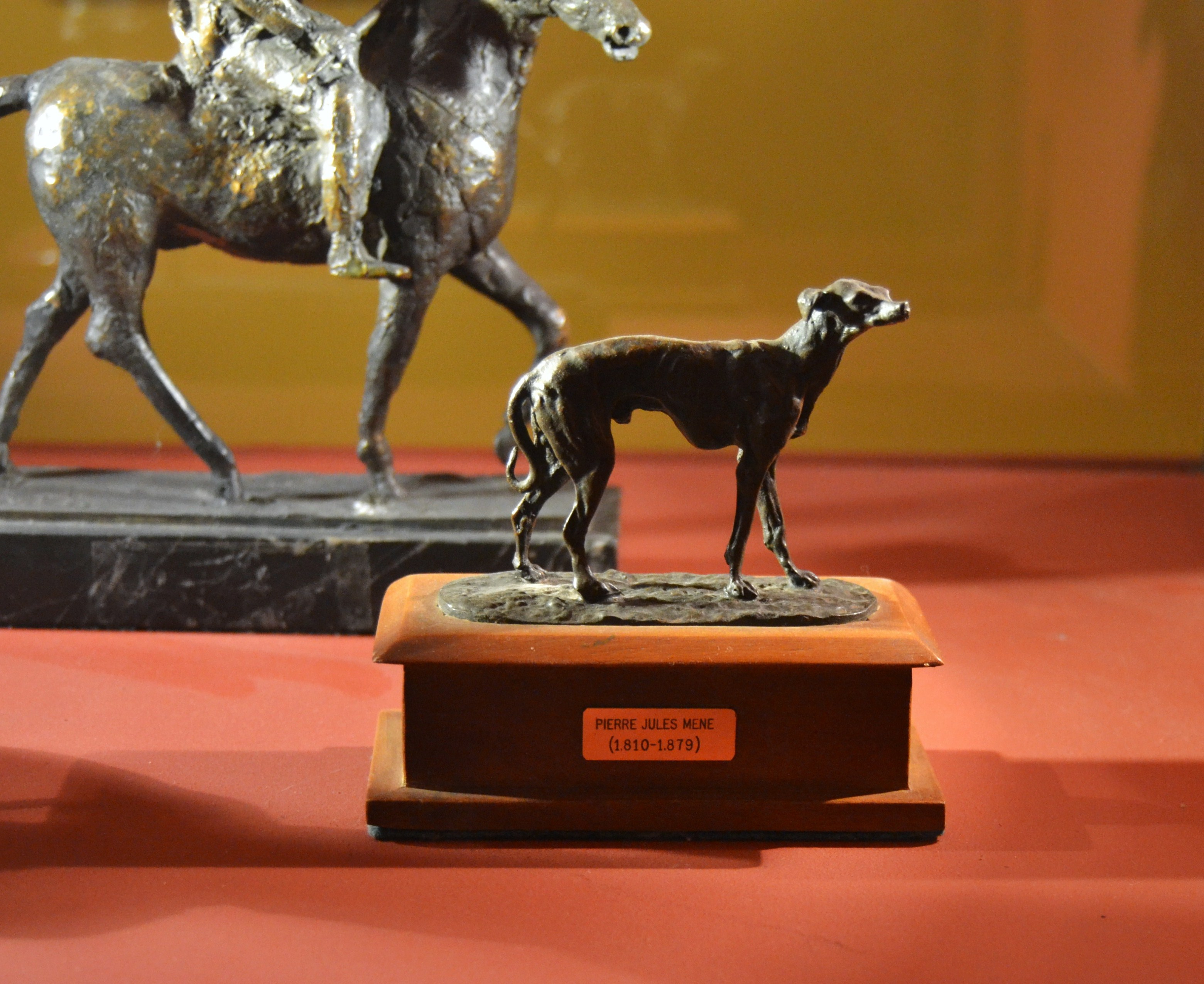
Lévrier, Valence, musée des Beaux-Arts.
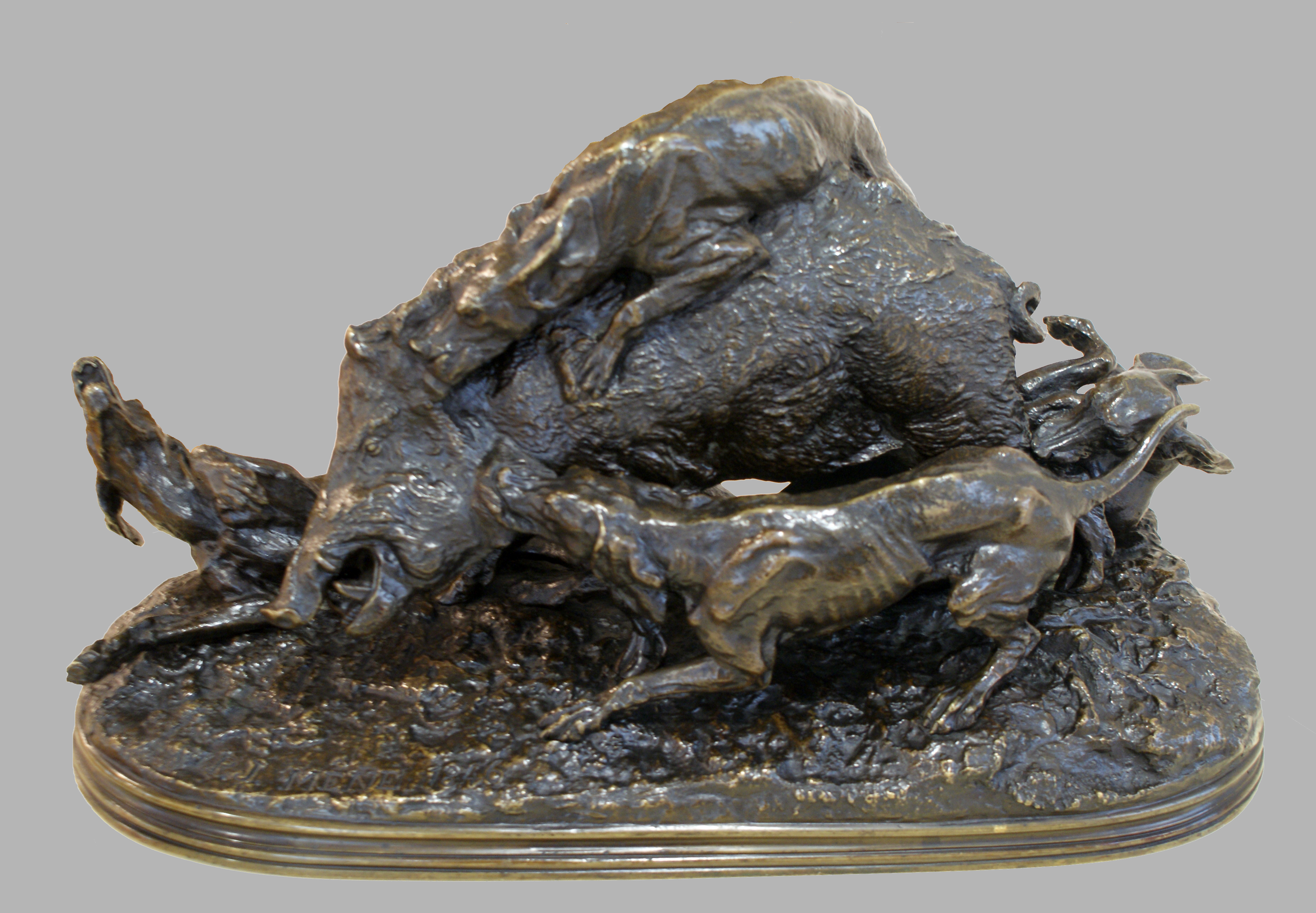
Hallali du sanglier, Minsk, musée national des Beaux-Arts de Biélorussie.
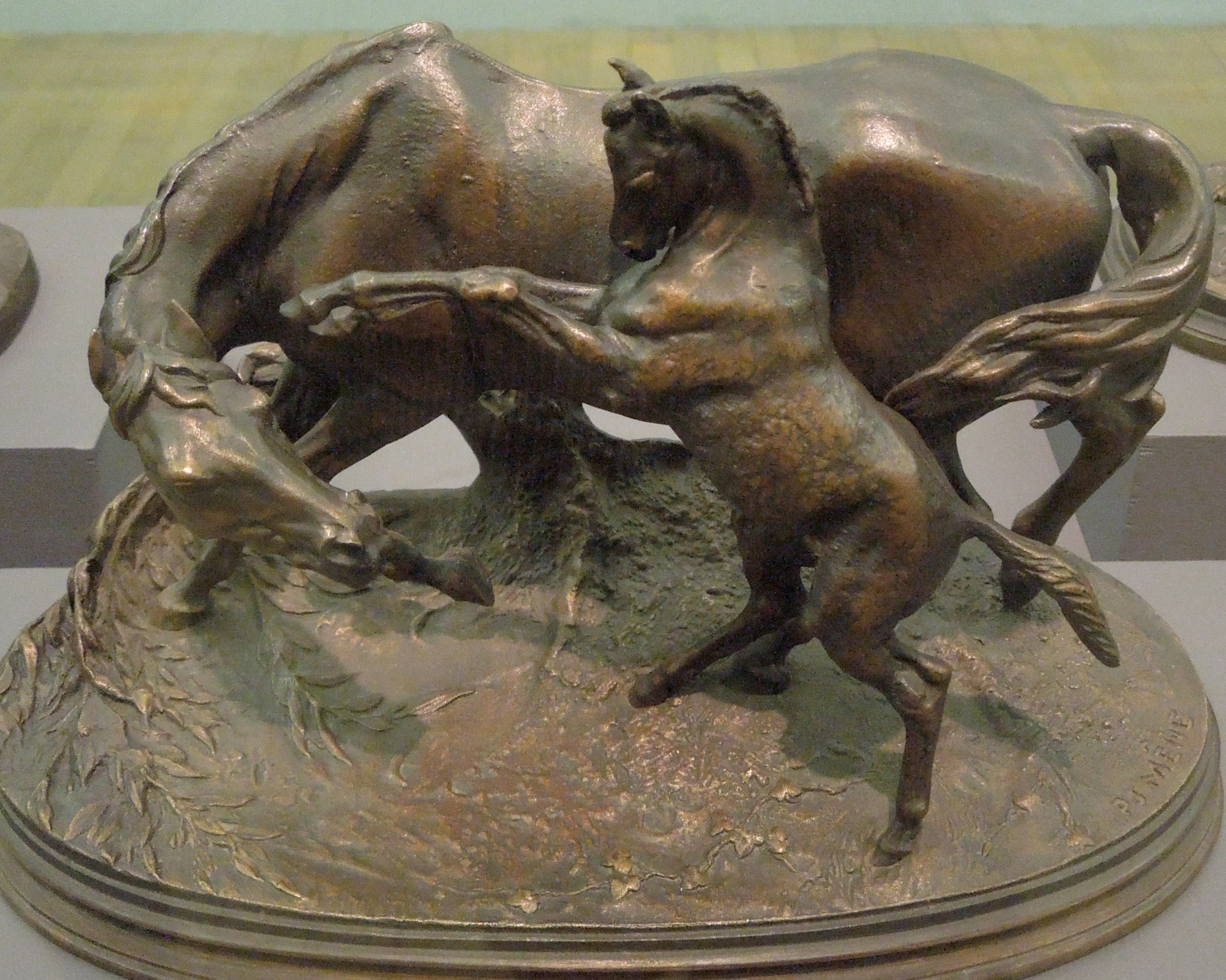
Jument et poulain cabré, musée des Beaux-Arts de Nîmes.
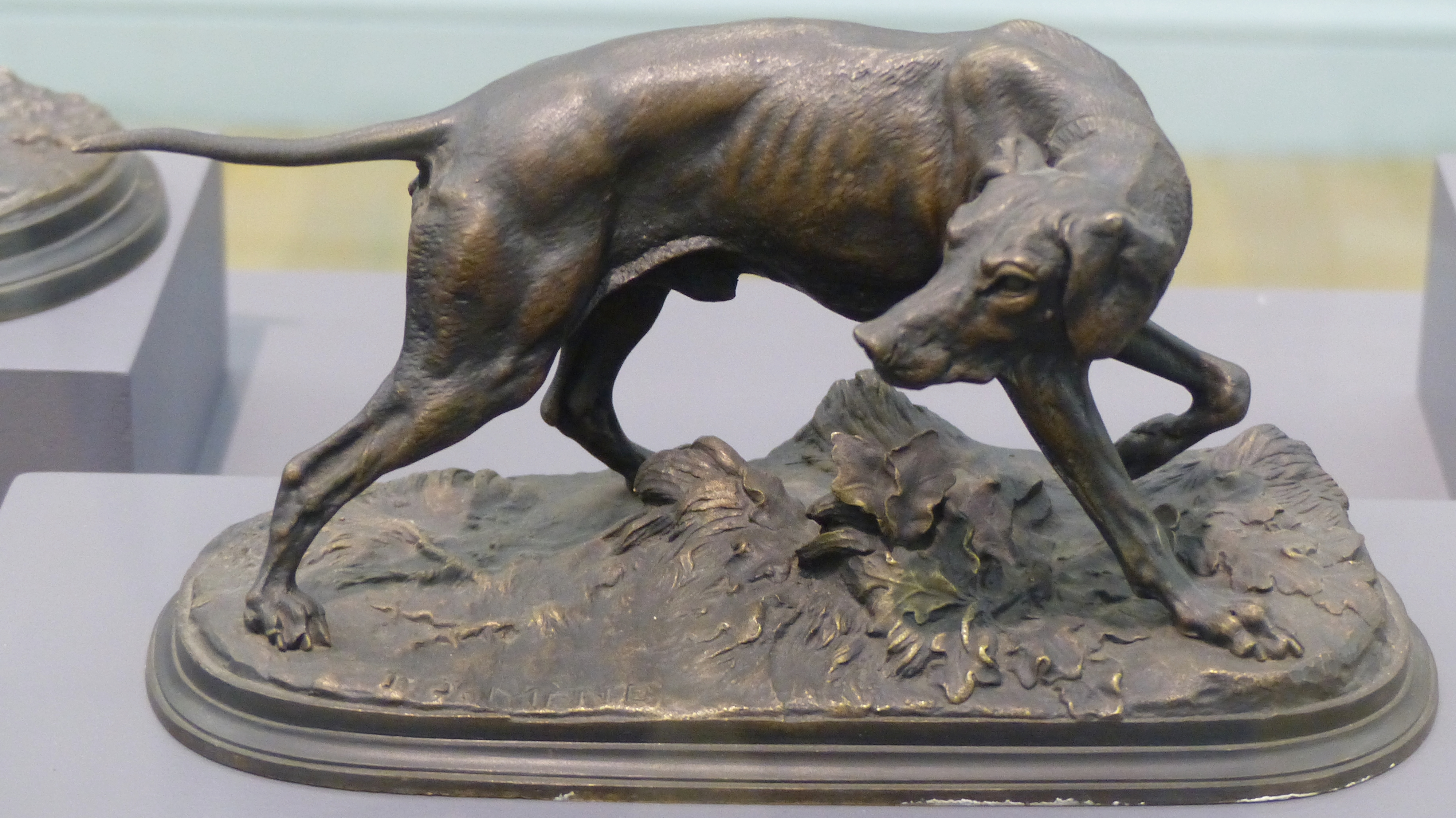
Chien à l'arrêt, musée des Beaux-Arts de Nîmes.
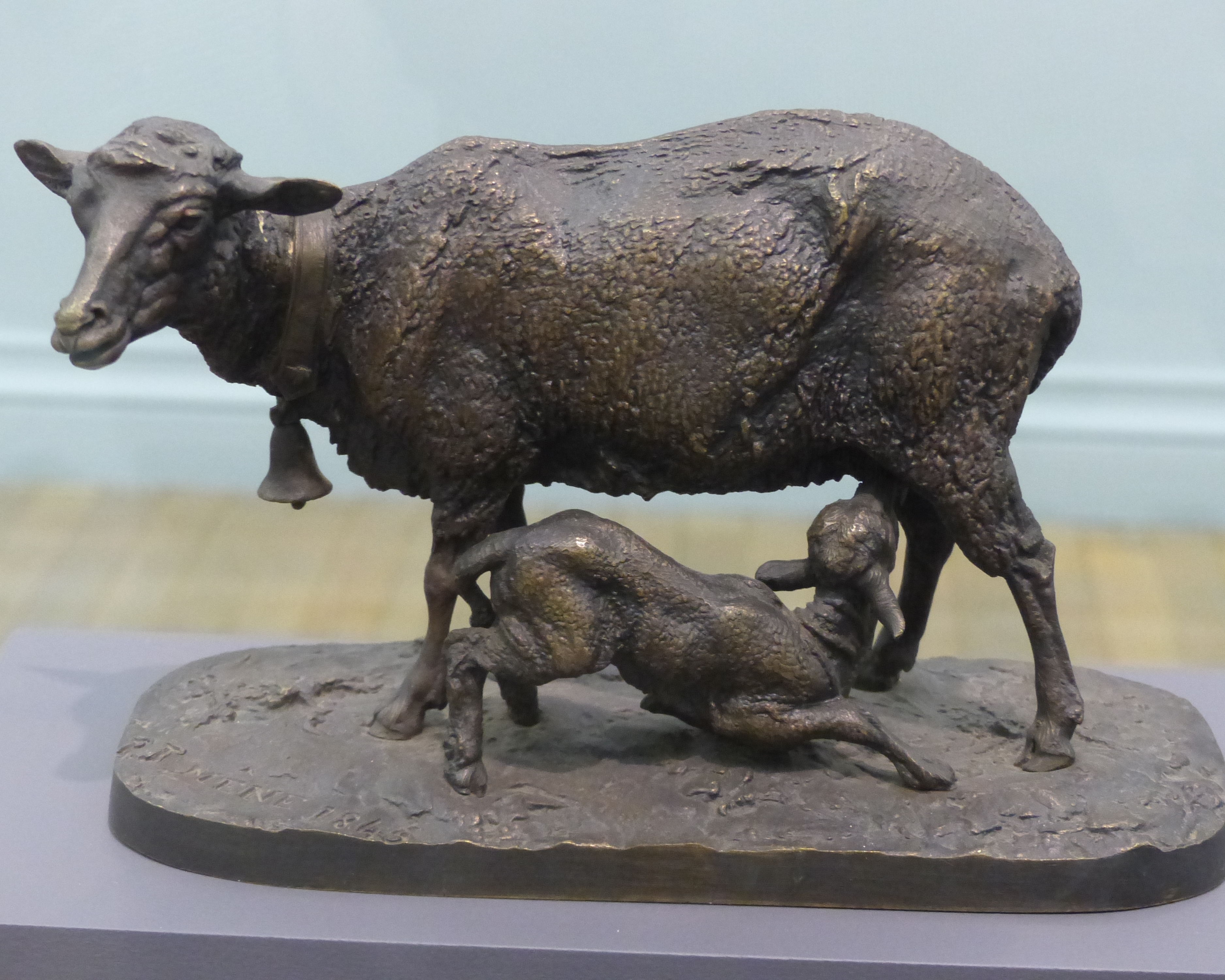
Brebis et agneau, musée des Beaux-Arts de Nîmes.
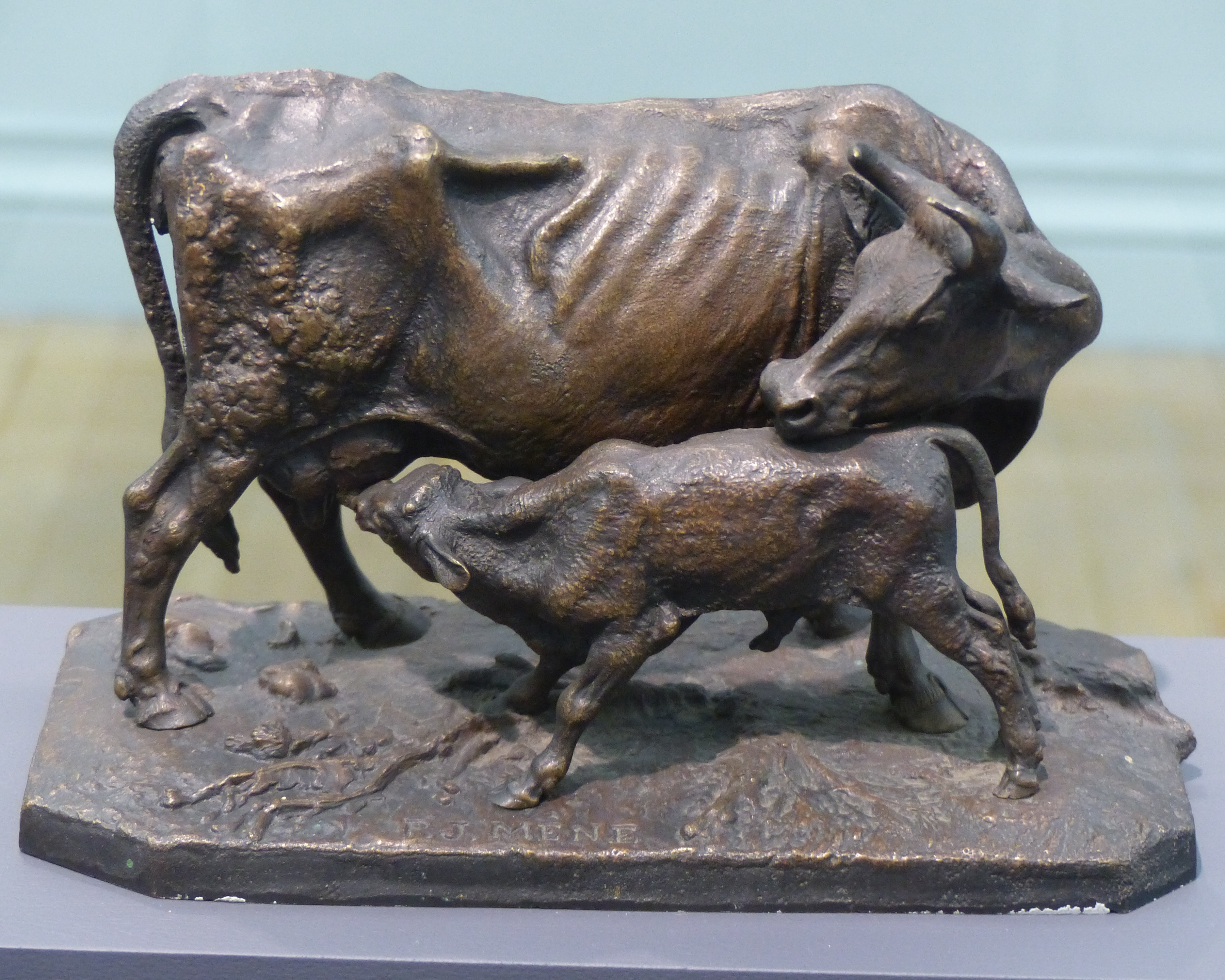
Vache et son veau, musée des Beaux-Arts de Nîmes.
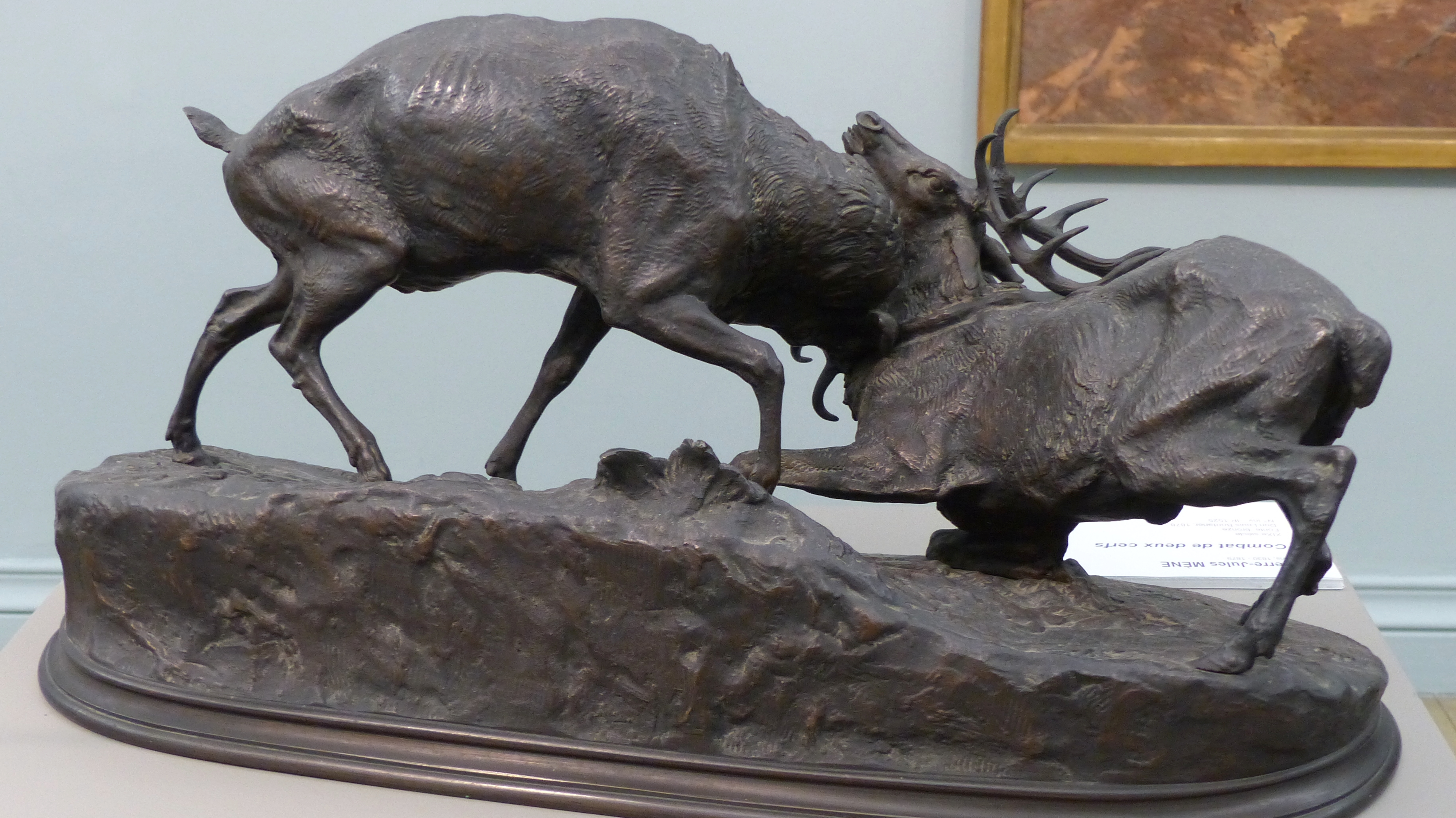
Combat de deux cerfs, musée des beaux-arts de Nîmes.
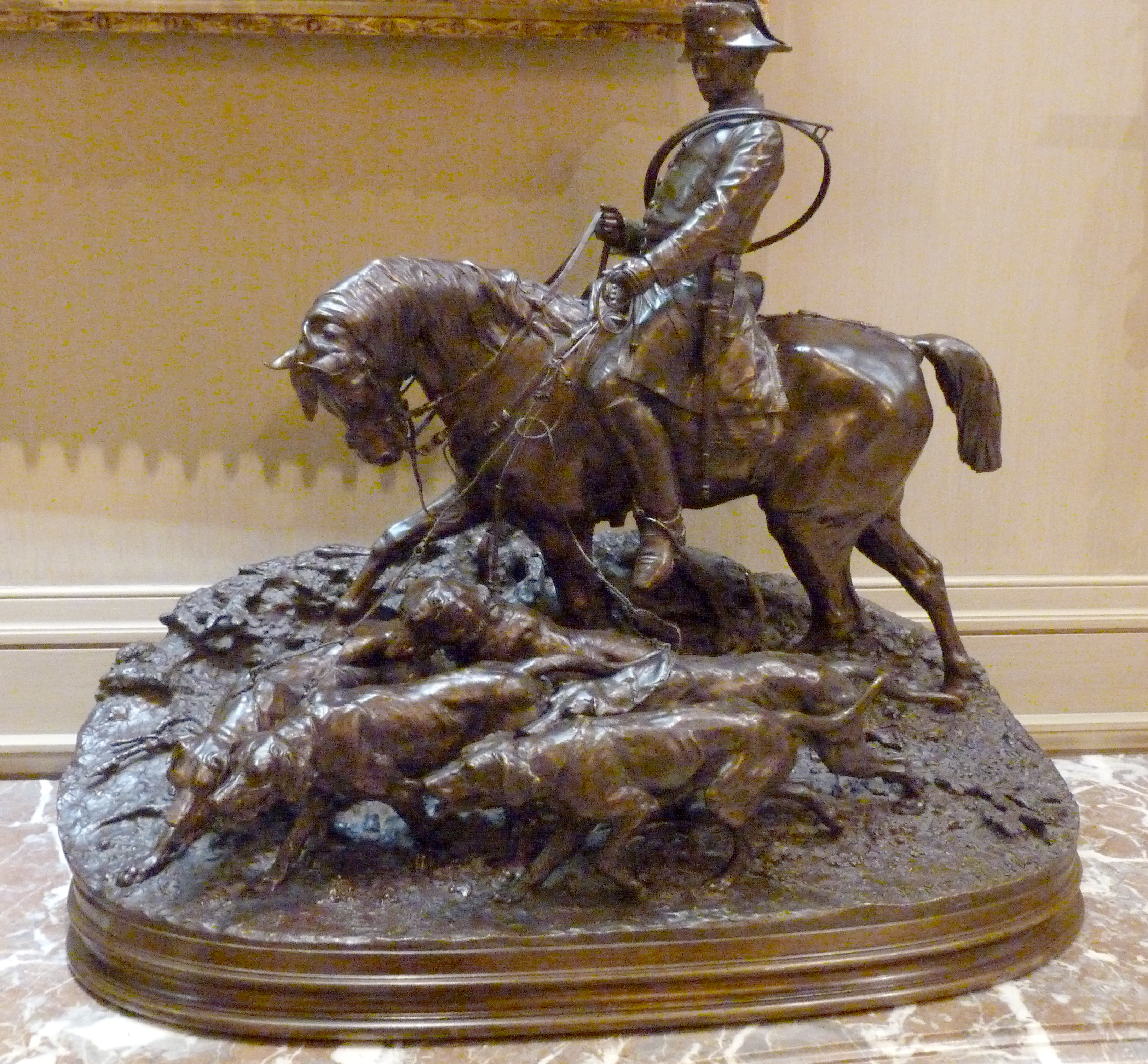
Valet de chiens à cheval, bronze, Paris, musée de la Chasse et de la Nature.

### Radiophonie
- Patrice Biget, commissaire-priseur à Alençon, « Chronique sur le sculpteur Pierre-Jules Mêne », RCF Radio, 3 avril 2019 (écouter en ligne. Durée : 6'26").